# BUT,metamorphosis
「BUT,metamorphosis」（バット メタモルフォシス）は、栗林みな実の13作目のシングル。2007年12月26日にLantisから発売された。

## 概要
- テレビ東京系ドラマ『キューティーハニー THE LIVE』のエンディングテーマ。

## 収録曲
1. BUT,metamorphosis
作詞：畑亜貴、作曲・編曲：黒須克彦
2. winter fairy
作詞：栗林みな実、作曲・編曲：菊田大介
3. BUT,metamorphosis (off vocal)
4. winter fairy (off vocal)